# Marija Pejčinović Burić
Marija Pejčinović Burić, hrvaška političarka, * 9. april 1963, Mostar, SFRJ. 
Je pripadnica desnosredinske Hrvaške demokratične skupnosti (HDZ). Bila je 14. ministrica za zunanje in evropske zadeve Hrvaške in namestnica hrvaškega ministra (skupaj z Martino Dalić, Damirjem Krstičevićem in Predragom Štromar) od 19. junija 2017 do 19. julija 2019. Je tretja ženska, ki je na položaju zunanje ministrice sledila Kolindi Grabar-Kitarović in Vesni Pusić. Pejčinović Burić je bila prej poslanka v šesti skupščini (2008–2011), ki je zastopala 6. volilni okraj.
Od leta 2019 do 2024 je bila 14. generalna sekretarka Sveta Evrope.

## Izobraževanje in zgodnja kariera
Leta 1985 diplomirala iz ekonomije na Univerzi v Zagrebu.
Po diplomi je Pejčinović Burićeva med leti 1988 in 1991 delala kot strokovna sodelavka pri Končar Inženjeringu v Zagrebu, leta 1991 pa je bila imenovana na mesto generalne sekretarke Evropske hiše v Zagrebu in za namestnico generalnega sekretarja Evropskega gibanja Hrvaška. Leta 1994 je na College of Europe (kampus Natolin) pridobila magistrirala iz evropskih študij, nato pa se je vrnila na delo v Končar Inženjering. Leta 1997 je bila imenovana za direktorico korporativnega komuniciranja zagrebške farmacevtske družbe Pliva.

## Politična kariera

### Kariera v javnem sektorju
Leta 2000 je bila Marija Pejčinović Burić imenovana za pomočnico ministra za evropske integracije Republike Hrvaške. Leta 2001 je bila vključena v pogajalsko skupino za stabilizacijsko-pridružitveni sporazum med Evropsko unijo in Hrvaško. Od leta 2003 je kot predavateljica predavala o evropskih integracijah na seminarjih Hrvaške diplomatske akademije.
Leta 2004 je bila imenovana za državno sekretarko na Ministrstvu za evropsko integracijo, naslednje leto pa za državno sekretarko za evropsko integracijo na Ministrstvu za zunanje zadeve in evropske integracije Republike Hrvaške. Obakrat je bila državna sekretarka pod vodstvom ministra Miomirja Žužula v vladi premierja Ive Sanaderja. Bila je tudi nacionalna koordinatorka za instrumente strukturnih politik za predpristopne programe ISPA (2004–2006), nacionalna koordinatorka za programe pomoči in sodelovanje z EU ter članica delovne skupine za prosti pretok kapitala v pristopnih pogajanj Hrvaške z Evropsko unijo (2005–2006). Od leta 2006 je bila Pejčinović Burićeva članica hrvaške pristopne pogajalske skupine in pogajalka na področju pravnega reda Evropske unije o zunanjih odnosih, zunanji, varnostni in obrambni politiki, institucijah in drugih vprašanjih, prav tako pa tudi predsedujoča za Hrvaško v Stabilizacijsko-pridružitvenem odboru EU-Hrvaška in predsedujoča mešane komisije Hrvaška-Baden-Württemberg (2006-2008).

### Poslanka Sabora
Leta 2008 je bila Pejčinović Burić na listi HDZ izvoljena v hrvaški Sabor, kjer zastopa 6. volilni okraj. Kot poslanka je bila članica odbora za evropske integracije in odbora za zunanje zadeve. Poleg nalog v odboru je bila tudi članica hrvaške delegacije v Parlamentarni skupščini Sveta Evrope, prav tako je predsedovala parlamentarni skupini prijateljstva med Hrvaško in ZDA.
Med letoma 2012 in 2013 je Pejčinović Burićeva predavala o Lizbonski pogodbi na seminarjih hrvaške državne šole za javno upravo. Od leta 2013 je nekaj let delala kot zasebna svetovalka za EU, Razvojni program Združenih narodov (UNDP) in dvostransko financirane projekte v državah kandidatkah in potencialnih kandidatkah ter v evropskih sosedskih državah. Srbski vladi je zagotovila tudi svetovanje o evropskih integracijah.
17. novembra 2016 se je vrnila na položaj državne sekretarke na ministrstvu za zunanje in evropske zadeve pod vodstvom ministra Davorja Ive Stierja v vladi premierja Andreja Plenkovića.

### Ministrica za zunanje in evropske zadeve
Junija 2017 predsednik hrvaške vlade Andrej Plenković Marijo Pejčinović Burić imenoval za novo hrvaško ministrico za zunanje zadeve. V tej vlogi je bila polovico leta 2018 predsednica Odbora ministrov Sveta Evrope. Od leta 2017 do 2019 je skupaj z Jyrkijem Katainenom, podpredsednikom Evropske komisije, sopredsedovala tudi sestankom ministrov za trgovino Evropske ljudske stranke (EPP).
Leta 2019 je Pejčinović Burićeva napovedala kandidaturo za naslednico Thorbjørna Jaglanda na položaju generalnega sekretarja Sveta Evrope.

## Generalna sekretarka Sveta Evrope
26. junija 2019 je Parlamentarna skupščina Sveta Evrope izbirala 14. generalnega sekretarja organizacije, kandidata pa sta bila dva; poleg Pejčinović Burićeve, ki je bila takrat hrvaška zunanja ministrica, še njen belgijski kolega Didier Reynders. Pejčinović Burićeva je Reyndersa premagala s 159 glasovi proti 105.
Na položaju je prisegla 18. septembra 2019. Po opravljenem petletnem mandatu jo je nasledil Švicar Alain Berset.

## Druge dejavnosti
- Center za evropske politične študije (CEPS), članica upravnega odbora (od leta 2016)[3][6]